# Pternopetalum radiatum
Pternopetalum radiatum är en flockblommig växtart som först beskrevs av William Wright Smith, och fick sitt nu gällande namn av P.K.Mukh. Pternopetalum radiatum ingår i släktet Pternopetalum och familjen flockblommiga växter. Inga underarter finns listade i Catalogue of Life.